# La Roche VF
La Roche Vendée Football oder kurz La Roche VF ist ein französischer Fußballverein aus La Roche-sur-Yon.
Die Vereinsfarben sind Hell- und Dunkelblau. Die Ligamannschaft tritt im städtischen Stade Henri-Desgrange an, das über eine Kapazität von rund 9.000 Zuschauerplätzen verfügt.

## Geschichte
Die Geschichte des am 1. Juli 1989 aus einer Fusion zweier örtlicher Lokalrivalen hervorgegangenen Vereins ist im Wesentlichen die Geschichte seiner beiden Vorgänger FC und AEPB.

### FC La Roche-sur-Yon
Die Fußballabteilung dieses häufig auch als Football Club Yonnais bezeichneten, polysportiven Vereins entstand 1933. Bis Anfang der 1980er Jahre war er der sportlich erfolgreichere der beiden „großen Klubs“ der Stadt. Ab 1961 spielte er erstmals kurzzeitig in der obersten Amateurliga, in die er 1972 zurückkehrte. Die damalige Vereinspolitik war durch ein System intensiver Nachwuchsausbildung und -förderung geprägt: zehn der elf Stammspieler der Aufstiegssaison 1971/72 entstammten der eigenen Jugend. 1983 gelang dem FC auch als erstem der Aufstieg in die zweite Division, in der er sich allerdings nur für diese eine Spielzeit hielt. Dabei hatte die Saison erfolgversprechend begonnen; der Verein mit dem geringsten Budget aller 37 Zweitligisten besiegte bei seiner Heimpremiere Olympique Marseille vor mehr als 6.200 Zuschauern im Stade Henri-Desgrange mit 2:0. Im weiteren Verlauf des Jahrzehnts bis zur Fusion der beiden Konkurrenten stieg der FC bis in die vierthöchste Liga ab. Im Pokalwettbewerb um die Coupe de France hat der FC es drei Mal bis in die landesweite Hauptrunde geschafft, erreichte dabei 1983 sogar das Sechzehntelfinale, schied aber in der folgenden Saison als Zweitdivisionär bereits in der ersten Runde sang- und klanglos gegen einen Ehrendivisionär aus. In dieser und der Saison 1980/81 standen übrigens beide Vereine aus La Roche-sur-Yon in der landesweiten Pokalhauptrunde.

### AEPB La Roche
Die Amicale des Écoles Publiques du Bourg-sous-la-Roche oder kurz AEPB La Roche wurde 1947 gegründet. Die Fußballer dieses „Freundeskreises des öffentlichen Schulwesens“ aus dem 1964 nach La Roche-sur-Yon eingemeindeten Bourg-sous-la-Roche erreichte erstmals 1976, nach drei Aufstiegen binnen vier Jahren, die höchste Amateurliga. Anders als der Rivale FC rekrutierte die AEPB ihre Spieler aus der gesamten Vendée, einer „Region mit einer besonders hohen Talentdichte“. Es war dann auch dieser Verein, dessen Fußballer 1978/79 ihre Stadt als erste in der französischen Pokalhauptrunde vertraten und dies in den 1980er Jahren neun weitere Male schafften – also nahezu jährlich. Im Sommer 1984, als der FC aus der zweiten Division abstieg, stieg AEPB La Roche dorthin auf, hielt sich gleichfalls zunächst nur eine Saison darin, kehrte aber 1986 dorthin zurück und hielt die Klasse bis zur Fusion 1989.

### La Roche VF
Die Konzentration der Kräfte führte dazu, dass LRVF noch bis 1993 – dann wurde die Division 2 von 36 auf 22 Mannschaften reduziert und stand nur noch Profiklubs offen – zweitklassig blieb, wenn auch um den Preis eines Budgetdefizits in Höhe von über 3,5 Mio. Francs. Ab 1996 nur noch viertklassig, ist er im frühen 21. Jahrhundert zeitweise sogar bis in die Niederungen der sechsten Liga abgesunken. Im Pokalwettbewerb konnten La Roches Fußballer immerhin noch länger an die Erfolge der APEB anknüpfen, indem sie sich in neun der 13 Jahre nach der Fusion für die Hauptrunde qualifizierten, was ihnen zuletzt erneut 2013/14 gelang.

## Ligazugehörigkeit und Erfolge
Der Verein beziehungsweise seine beiden Vorgänger haben noch nie Profistatus besessen und auch noch nie in der höchsten französischen Liga gespielt, waren aber neun Jahre lang (1983/84 der FC, 1984/85 und von 1986 bis 1989 die AEPB, 1989 bis 1993 LRVF) in der zweiten Division vertreten. Beste Platzierung in der seinerzeit aus zwei Staffeln bestehenden Liga war ein zwölfter Rang in der Spielzeit 1990/91, also nach der Fusion.
Im französischen Fußballpokal kamen für die Mannschaften aus La Roche-sur-Yon insgesamt zwanzig Hauptrundenteilnahmen zwischen 1978/79 und zuletzt 2001/02 zusammen. Dies gelang zweimal dem FC, neunmal der AEPB und gleichfalls neunmal LRVF. Dabei waren sie in den 1980er Jahren besonders erfolgreich, als der FC ein- und die AEPB viermal das Sechzehntelfinale erreichten. Die Letztgenannten schafften es in der Austragung 1987/88 sogar bis unter die 16 besten Teams des Landes, hatten in den ersten beiden Runden mit einem Viert- und einem Fünftligisten allerdings auch Losglück und unterlagen im Achtelfinale gegen Stade Quimper, einen Zweitdivisionär. Im Jahr darauf verhinderte Olympique Lyon erst in der Verlängerung des Rückspiels, dass AEPB La Roche erneut der Achtelfinaleinzug gelang.
Zur Saison 2013/14 ist La Roche VF aus der Division d’Honneur wieder in die fünfte Liga (CFA2) aufgestiegen.

## Bekannte ehemalige Spieler und Trainer
- Ludovic Batelli, Spieler (1989–1991)
- Daniel Éon, 1961–? Spieler beim FC
- Joachim Marx, Trainer 1988–1990
- Jocelyn Gourvennec, Trainer 2008–2010